# Lichterkinder
Lichterkinder ist ein deutschsprachiges Musikprojekt, das Kinderlieder herausbringt. Das Musikprojekt arbeitet mit der Hilfsorganisation World Vision Deutschland zusammen, die eine gleichnamige Aktion haben.

## Hintergrund
Initiiert wurde das Projekt 2015 von Achim Oppermann, Lars Jacobsen und Flo Bauer. Im Gegensatz zu herkömmlicher Kindermusik sieht das Projekt vor, neue und alte Kinderlieder ausschließlich von Kindern einsingen zu lassen. Geschrieben und produziert werden die Lieder von den drei Initiatoren. Neben der Musik gibt es einen eigenen YouTube-Kanal mit Musik- und Tanzvideos. Das Angebot richtet sich neben Eltern und Kindern auch explizit an Erzieher. Auf allen Alben sind auch die Karaoke-Versionen zu finden. Bislang erschienen zwölf Alben sowie zwei Hörspiele unter dem Titel Liki und die Lichterkinder. Bekanntestes Werk ist der Song Körperteil-Blues, der auf YouTube mehr als 98 Millionen Aufrufe erreichte. Das 2016 veröffentlichte Album Laternen- und Herbstlieder stieg auf Platz 94 der deutschen Albumcharts ein und konnte sich bei Wiedereintritten in den beiden Folgejahren bis auf Platz 45 verbessern.
Lichterkinder Musik ist eine Marke von TAO Music & Media Productions in Hamburg.

## Diskografie

### Alben
- 2016: Spiel- und Bewegungslieder (Lichterkinder Musik/Alive)
- 2016: Laternen- und Herbstlieder (Lichterkinder Musik/Alive)
- 2017: Gemeinsam sind wir stark. Spiel-, Spaß- und Lernlieder (Lichterkinder Musik/Alive)
- 2018: Spiel- und Bewegungslieder auf Weltreise (Lichterkinder Musik/Alive)
- 2018: Weihnachts- und Winterlieder (Lichterkinder Musik/Alive) (DE: Gold (Kids-Award))
- 2019: Traditionelle Kinderlieder (Lichterkinder Musik/Alive)
- 2021: Schlaflieder (2× Album) (Lichterkinder Musik/Alive)
- 2021: Tanz- und Partylieder (Lichterkinder Musik)
- 2022: Lern- und Spaßlieder (Lichterkinder Musik)
- 2022: Tierische Tierlieder (Lichterkinder Musik)
- 2022: Weihnachts- und Winterlieder 2 (Lichterkinder Musik)
- 2023: Laternen- und Herbstlieder 2 (Lichterkinder Musik/Alive)
- 2023: Weihnachts- und Winterlieder 3 (Lichterkinder Musik)

### Hörspiel
- 2020: Liki und die Lichterkinder: Vom Sternenreich zur Erde (Lichterkinder Musik/Alive)
- 2022: Liki und die Lichterkinder: 'Das Geheimnis der Zauberlieder' (Lichterkinder Musik)